# Theodor Schapp
Theodor Adalbert Schapp (* 22. Januar 1877 in Timmel; † 30. Oktober 1959 in Sonnenborstel bei Nienburg/Weser) war ein deutscher Elektroingenieur, Unternehmer und Manager.

## Leben
Nach dem Abitur am Gymnasium in Leer (Ostfriesland) studierte Theodor Schapp Elektrotechnik an der Technischen Hochschule (Berlin-)Charlottenburg und wurde Mitglied des Corps Berolina Berlin. Nach dem Studium leistete er seinen Wehrdienst als Einjährig-Freiwilliger beim Garde-Grenadier-Regiment Nr. 3 „Königin Elisabeth“ ab. Anschließend übernahm er Ingenieur-Tätigkeiten in Düsseldorf, Köln und Mailand. 1906 ging er nach Essen, wo er zusammen mit Wilhelm Thyssen die Essener Elektrizitäts-GmbH gründete, in der er bis zu deren Auflösung 1923 wirkte. Am Ersten Weltkrieg nahm er als Reserveoffizier teil, als Auszeichnungen erhielt er das Eiserne Kreuz II. und I. Klasse sowie das Hanseatenkreuz. 1924 wurde Schapp in den Vorstand der Preßwerk AG in Essen-Bergeborbeck berufen. Die Presswerk AG war damals ein führendes Unternehmen in der Herstellung gummifreier Isolierstoffe.
Theodor Schapp ist ein Bruder von Wilhelm Schapp und Onkel von Jan Schapp.